# Loris Pasquali
Loris Pasquali (Pistoia, 1880 – Udine, 1936) è stato un pittore italiano.

## Biografia
Pittore di Tarcento, studiò a Venezia ed a Firenze; realista, le sue opere furono ritratti e nature morte oggi conservate nei musei di Udine e paesi di Segnacco e Tarvisio. Stabilitosi a Segnacco in Friuli nel 1918, partecipò alla Biennale di Venezia nel 1924.